# Wild Dances (album)
Wild Dances är ett musikalbum av den ukrainska sångerskan Ruslana. Albumet släpptes kort efter hennes seger i Eurovision Song Contest 2004 i Istanbul i Turkiet och innehåller både nya låtar och några låtar från Dyki tantsi översatta till engelska.

## Låtlista
1. Wild Dances
2. Dance with the Wolves
3. Accordion intro
4. The same star
5. Play, Musician
6. Like a Hurricane
7. The tango we used to dance
8. Wild dances (Harem's Club Mix)
9. Wild dances (Part 2)
10. Wild passion
11. Arkan
12. Kolomyjka
13. Hutsulka
14. Play, Musician (Deep mix)
15. Wild Dances (Harem's Percussion mix)